# Фукуда, Маюко
Маюко Фукуда (яп. 福田 麻由子 Фукуда Маюко, родилась 4 августа 1994 года в Токио) — японская актриса, которая дебютировала в 1998 году. Она заключила контракт с Агентством талантов FLaMmE.
Её отец, Кэндзи Фукуда (яп. 福田 健治 Фукуда Кэндзи) является барабанщиком во втором поколении японской группы Kasutera.

## Фильмография[1]

### Телесериалы
- Летний снег (TBS) (2000)
- Yoiko no Mikata (NTV) (2003)
- Ai no Ie (NHK) (2003)
- Hikari to Tomo ni… -Jiheijōshi o Kakaete- (NTV) (2004)
- Last Present ~Musume to Ikiru Saigo no Natsu~ (NTV) (2004)
- Honto ni atta Kowai no Hanashi (CX) (2004)
- Emergency room 24hours 3 (CX) (2005)
- Joō no Kyōshitsu (NTV) (2005)
- Могила светлячков (NTV) (2005)
- Byakuyakō (TBS) (2006)
- Teru Teru Ashita (ANB) (2006)
- Chibi Maruko-chan (CX) (2006)
- Saikai ~Yokota Megumi-san no Negai~ (NTV) (2006)
- Sono Gofun Mae (NHK) (2006)
- Enka no Joō (NTV) (2007)
- Serendipity no Kiseki (NTV) (2007)
- Matsumoto Kisaburō Ikka Monogatari ~Ojiisan no Daidokoro~ (CX) (2007)
- Arigatou! Champy (CX) (2008)
- Kiri no Hi (NHK) (2008)
- Кьюто (NTV) (2010)

### Различные телевизионные шоу
- Sujinashi (BSN, TBC, NBC) (2006)

### Фильмы
- Kamikaze Girls (2004)
- Tenshi no Aeba (2004)
- Onaji Tsuki o Miteiru (2005)
- Gimmy Heaven (2006)
- Japan Sinks (2006)
- Yūnagi (2006)
- Little DJ ~Chiisana Koi no Monogatari~ (set for 2007 release)
- L: Change the World (2008) (Maki Nikaido)
- 10 Promises to My Dog (2008)
- Heaven´s Door (2009)

### Небольшая сцена
- Ame to yume no ato ni (2006)

### Видео
- Eri Tanenaka's PV «gerbera» (Саундтрек — Gimmy Heaven)

### Объявления

#### Ролики на телевидении

##### 2003 год
- Nippon Телеграф и Telephone East Corporation (Январь)
- Zega Toys (Март)

##### 2004 год
- QUOQ Inc. (Январь)
- Kellogg Corn Flake (Июгь)
- Nihon Kentucky Fried Chicken (Декабрь)

##### 2005
- Acecook (Март)

##### 2006
- Hoosiers (Апрель)